# Yakovlev UT-2
Yakovlev UT-2 (tiếng Nga: УТ-2) là một máy bay huấn luyện được sử dụng trong không quân Xô Viết từ năm 1937 đến những năm 1950. Đây là một mẫu máy bay huấn luyện tiêu chuẩn của Liên Xô trong suốt chiến tranh thế giới II.

## Lịch sử
UT-2 được thiết kế như một máy bay huấn luyện cao cấp, thích hợp để huấn luyện những phi công lái máy bay hiện đại và nhanh hơn, so với máy bay 2 tầng cánh đã cũ U-2 (Po-2). Máy bay mới được thiết kế bởi đội thiết kế Yakovlev. Những nỗ lực đầu tiên đã cho ra AIR-9 vào năm 1933 - một máy bay một tầng cánh thấp không có vòm buồng lái, nhưng nó được xem như quá phức tạp cho một phi công mới học bay sơ cấp. Thiết kế tiếp theo, AIR-10, được dựa trên mẫu AIR-9, nhưng nó được đơn giản hóa, với 2 cabin cho 2 người tách biệt, và thiếu những thanh trục và cánh tà. Nó bay vào 11 tháng 7-1935. AIR-10 đã chiến thắng trong cuộc thi với những máy bay huấn luyện khác vào năm 1935, sau khi thay đổi, nó được chấp nhận làm một máy bay huấn luyện tiêu chuẩn. Một sự chỉ định tam thời tên gọi cho AIR-10 là Ya-20 (Я-20). Vì tên gọi AIR là tên viết tắt của Alexey Ivanovich Rykov, một lãnh đạo cộng sản bị xử tử vào năm 1938. Yakovlev đã thay đổi tên máy bay của mình thành Ya để tránh những phiền phức về chính trị. Một sự chế tạo pha trộn (gỗ và kim loại) của AIR-10 được thay đổi chỉ dùng gỗ, để đơn giản hóa sự sản xuất. Một mẫu thử nghiệm được dùng động cơ cánh quạt Shvetsov M-11E (112 kW, 150 hp), nhưng trong những máy bay sau đó thì lại dùng động cơ M-11G (82 kW, 110 hp). Việc sản xuất hàng loạt của loại máy bay mới được bắt đầu vào tháng 12-1937. Máy bay được chuyển tên thành UT-2, là chữ viết tắt của uchebno-trenirovochnyi (учебно-тренировочный) - "máy bay huấn luyện sơ cấp/cao cấp".
UT-2 trở thành máy bay huấn luyện tiêu chuẩn được sản xuất hàng loạt của Không quân Xô Viết, nó cũng được sử dụng trong hàng không dân dụng. Tuy nhiên, để trở thành máy bay biểu diễn, đó không phải là một sự dễ dàng, điều này trở nên nguy hiểm, do máy bay có xu hướng quay tròn không kiểm soát được. Sau một số sự thay đổi trong cấu trúc và chế tạo của nó, máy bay đã an toàn hơn và nó được trang bị động cơ M-11D (93 kW, 125 hp) (nó đôi khi còn được gọi là UT-2 model 1940).
Để cải thiện sự điều khiển tay và ổn định, một phiên bản mới UT-2M (hiện đại hóa) được phát triển vòa năm 1941 và được sản xuất hàng loạt. Hình dạng của cánh tổng thể là mới, với một cánh chính cụp thay vì một cánh thẳng như trước đây, và một cánh đuôi lớn hơn.
Tổng cộng đã có 7.243 chiếc UT-2 và UT-2M đã được sản xuất trong 5 nhà máy từ năm 1937 đến năm 1946. Dù đã được cải tiến nhiều lần, hệ thống lái tay và điều khiển bay của UT-2 không bào giờ hoàn hảo cả.
Vào những năm 1950, chúng bị thay thế bằng Yak-18, như một máy bay huấn luyện sơ cấp và Yak-11 máy bay huấn luyện cao cấp. Sau chiến tranh, UT-2 và UT-2M được sử dụng trong Không quân Ba Lan và Không quân Hungary.

## Các phiên bản
Vào năm 1936, Yakovlev phát triển một phiên bản rất giống UT-2, nhưng nhỏ hơn, chỉ có một chỗ, và nó là máy bay huấn luyện-nhào lộn UT-1, (1.241 chiếc được sản xuất từ năm 1937 đến năm 1940). Một phiên bản rất đáng chú ý của AIR-10 (có một số nguồn gọi là AIR-20) được trang bị động cơ Renault Bengali (104 kW, 140 hp), nhưng nó không được sản xuất trong sự quan tâm của các quan chức so với các phiên bản lắp động cơ M-11. Những phiên bản hiện đại hơn của UT-2 bao gồm UT-2MV - năm 1942 và UT-2L - năm 1943, không được trang bị nắp buồng lái và nó được dùng để phát triển Yak-18. Trong suốt chiến tranh thế giới II, UT-2 được thử nghiệm như một máy bay ném bom hạng nhẹ, trang bị 200 kg (440 lb) bom, rocket và súng máy. Một phiên bản có phao dùng trên mặt nước có tên gọi là VT-2.

## Các nước sử dụng
- Pháp: đơn vị Normandie-Niemen
- Hungary:
- Ba Lan:
- Liên Xô:

## Thông số kỹ thuật (Yak-UT-2)

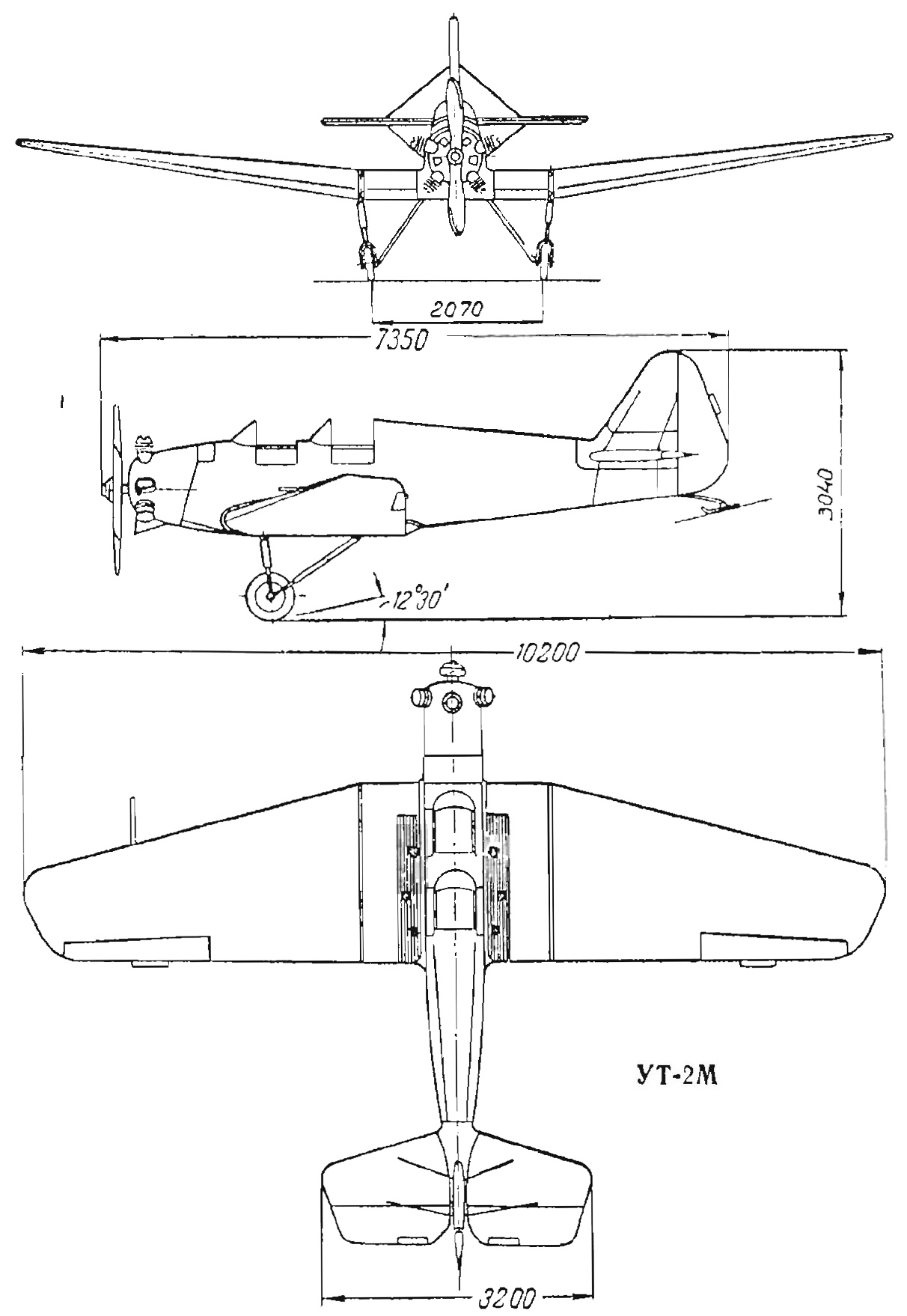
UT-2

### Đặc điểm riêng
- Phi đoàn: 2 (học viên và huấn luyện viên)
- Chiều dài: 7.15 m (23 ft 5 in)
- Sải cánh: 10.2 m (33 ft 5 in)
- Chiều cao: 2.99 m (9 ft 10 in)
- Diện tích : 17.12 m² (184 ft²)
- Trọng lượng rỗng: 628 kg (1.382 lb)
- Trọng lượng cất cánh: 856 kg (1.887 lb)
- Trọng lượng cất cánh tối đa: 940 kg (3.083 lb)
- Động cơ: 1× động cơ cánh quạt Shvetsov M-11D, 93 kW (125 hp)

### Hiệu suất bay
- Vận tốc cực đại: 210 km/h (131 mph)
- Tầm bay: 1.130 km (706 miles)
- Trần bay: 4.700 m (15.416 ft)
- Vận tốc lên cao: 204 m/min (669 ft/min)
- Lực nâng của cánh: 54.3 kg/m² (lb/ft²)
- Lực đẩy/trọng lượng: 0.1 kW/kg (0.04 hp/lb)

## Nội dung liên quan

### Máy bay có cùng sự phát triển
- Yakovlev UT-1
- Yakovlev Yak-5
- Yakovlev Yak-18

### Máy bay có tính năng tương đương
- Caudron Aiglon
- Fairchild PT-19
- Klemm Kl 35
- Miles Magister